# Saint-Martin-du-Mesnil-Oury

Saint-Martin-du-Mesnil-Oury este o comună în departamentul Calvados, Franța. În 1 ianuarie 2018 avea o populație de 109 de locuitori.